# Okinawa (stad)
Okinawa (japanska: 沖縄市?, Okinawa-shi), okinawianska: Uchinaa, är en stad i Japan, och är den näst folkrikaste på ön Okinawa i prefekturen med samma namn. Okinawa fick status som stad den 1 april 1974. 